# Warszawskie Towarzystwo Neurologiczne
Warszawskie Towarzystwo Neurologiczne – lekarskie stowarzyszenie naukowe, utworzone w 1920 roku, w 1938 roku przekształcone w Oddział Warszawski Polskiego Towarzystwa Neurologicznego.

## Historia
W Polsce pod zaborami zdobywanie wykształcenia medycznego było bardzo trudne (zob. np. historia Uniwersytetu Warszawskiego), a mimo to już przed odzyskaniem niepodległości warszawska neurologia była ceniona w Europie.
Za najbardziej wybitnego warszawskiego neurologa tego okresu jest uważany Edward Flatau, który studia medyczne skończył w Moskwie, a następnie studiował w Berlinie, współpracując z czołowymi lekarzami niemieckimi. W wieku 26 lat opublikował w języku niemieckim „Atlas mózgu ludzkiego i przebiegu włókien”, przetłumaczony na język polski, rosyjski, francuski i angielski. Wrócił do Warszawy w 1899 roku. Zorganizował m.in. pracownię mikroskopową, działającą od 1913 roku w Towarzystwie Naukowym Warszawskim (później – Pracownia Neurobiologiczna Instytutu im. Marcelego Nenckiego).

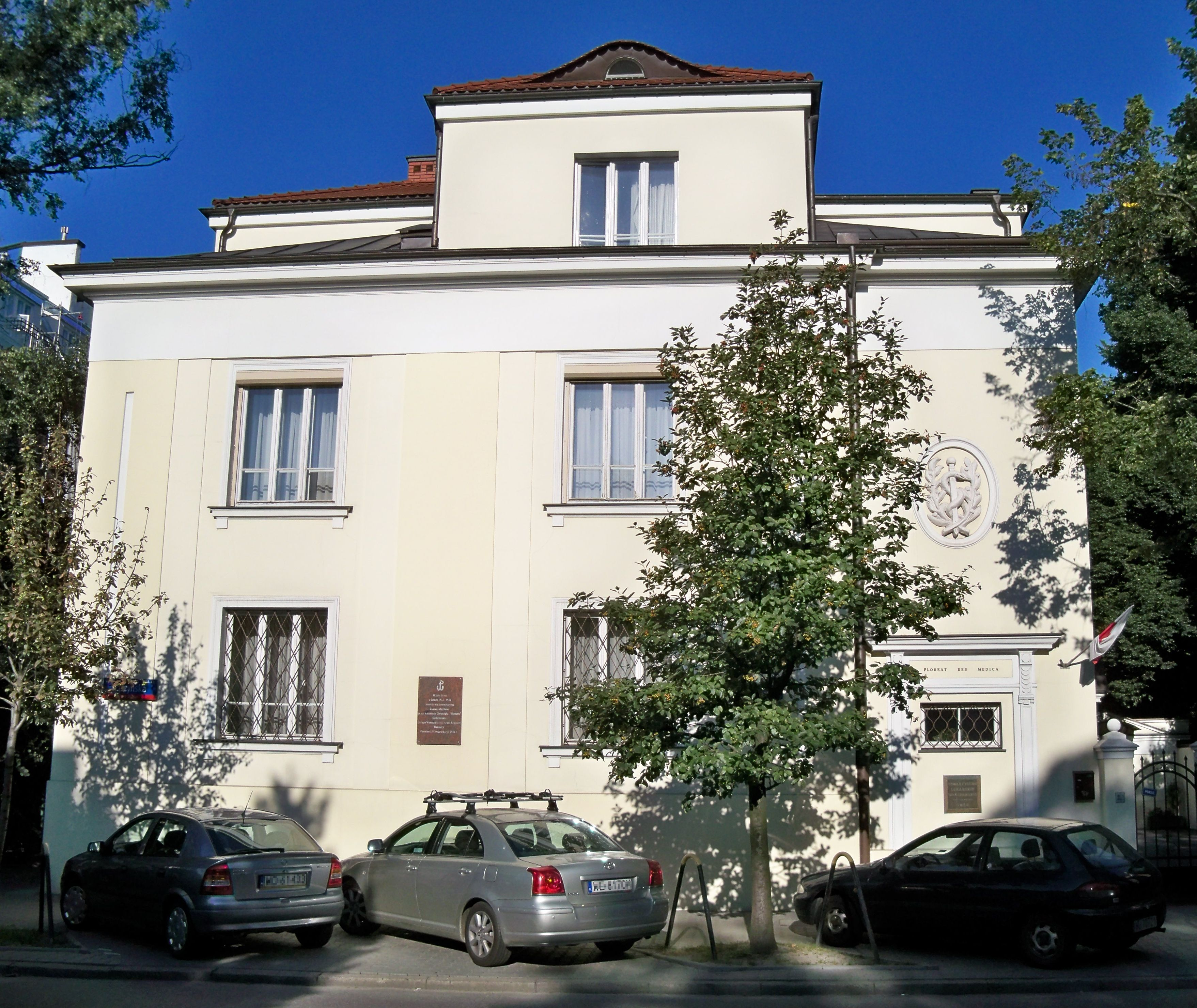
Siedziba Towarzystwa Lekarskiego Warszawskiego przy ul. Raszyńskiej

W rozwoju neurologii polskiej ważną rolę odegrał też Samuel Goldflam, absolwent Wydziału Lekarskiego UW z 1875 roku, który uzupełniał studia w Berlinie u Carla Westphala oraz w paryskiej Sorbonie u J.M. Charcota. W Warszawie przez 40 lat prowadził własną bezpłatną poliklinikę dla osób niezamożnych. Przez 10 lat był też wolontariuszem u E. Flatau’a (bardzo przez niego cenionym).
Wokół Edwarda Flatau’a gromadził się zespół neurologów, nazywany później pierwszą warszawską szkołą neurologiczną. Z tym środowiskiem utrzymywał kontakt wielki neurolog polskiego pochodzenia (ur. 1857 w Paryżu), pionier neurochirurgii Józef Babiński (syn polskich emigrantów z 1848 roku; zob. Wielka Emigracja).
Neurolodzy warszawscy początkowo odbywali posiedzenia naukowe w sekcji neurologiczno-psychiatrycznej Towarzystwa Lekarskiego Warszawskiego.
W końcu 1920 roku na wniosek Edwarda Flataua członkowie sekcji postanowili utworzyć samodzielne towarzystwo neurologiczne. W kwietniu 1921 roku odbyło się pierwsze posiedzenie nowego towarzystwa. Do zarządu zostali wybrani Samuel Goldflam (prezes), Edward Flatau (wiceprezes), Jan Koelichen, Władysław Jarecki, Władysław Sterling (bibliotekarz), Stanisław Kopczyński oraz Kazimierz Orzechowski.
Od 1922 roku organem Towarzystwa była „Neurologia Polska” – najstarsze polskie czasopismo neurologiczne, wcześniej wydawane przez Towarzystwo Lekarskie Warszawskie. Dzięki międzynarodowym kontaktom Józefa Babińskiego (m.in. współzałożyciela i współpracownika „Neurologii Polskiej” oraz organizatora Zjazdu Neurologów Polskich w Warszawie w 1909 roku oraz zjazdu polskich i francuskich lekarzy w Warszawie w 1922 roku) sprawozdania z posiedzeń Warszawskiego Towarzystwa Neurologicznego ukazywały się w czasopiśmie „Revue Neurologique”.
W 1936 roku prezesem Towarzystwa był Władysław Sterling.
W 1938 roku Warszawskie Towarzystwo Neurologiczne stało się jednym z Oddziałów Polskiego Towarzystwa Neurologicznego.